# Вихия-дель-Фуэрте
Вихия-дель-Фуэрте (исп. Vigía del Fuerte) — город и муниципалитет на северо-западе Колумбии, на территории департамента Антьокия. Входит в состав субрегиона Ураба.

## История
Поселение, из которого позднее вырос город, было основано в 1711 году и первоначально называлось Мурри. Муниципалитет Вихия-дель-Фуэрте был выделен в отдельную административную единицу в 1984 году.

## Географическое положение
Город расположен в западной части департамента, на правом берегу реки Атрато, на расстоянии приблизительно 145 километров к западу-северо-западу (WNW) от Медельина, административного центра департамента. Абсолютная высота — 0 метров над уровнем моря.

Муниципалитет Вихия-дель-Фуэрте граничит на востоке с муниципалитетом Уррао, на северо-востоке — с муниципалитетом Фронтино, на севере — с муниципалитетом Муриндо, а также с территорией департамента Чоко, на юге и западе — с территорией департамента Чоко. Площадь муниципалитета составляет 1780 км².

## Население
По данным Национального административного департамента статистики Колумбии, совокупная численность населения города и муниципалитета в 2013 году составляла 5556 человек.
Динамика численности населения муниципалитета по годам:
| 2005 | 2006 | 2007 | 2008 | 2009 | 2010 | 2011 | 2012 | 2013 |
| ---- | ---- | ---- | ---- | ---- | ---- | ---- | ---- | ---- |
| 5487 | 5500 | 5508 | 5516 | 5522 | 5530 | 5543 | 5543 | 5556 |

Согласно данным переписи 2005 года мужчины составляли 51,7 % от населения Вихия-дель-Фуэрты, женщины — соответственно 48,3 %. В расовом отношении негры, мулаты и райсальцы составляли 91,4 % от населения города; индейцы — 5,7 %; белые и метисы — 2,9 %.
Уровень грамотности среди всего населения составлял 76,4 %.

## Экономика
Основу экономики Вихия-дель-Фуэрты составляют сельскохозяйственное производство, рыболовство и заготовка леса. На территории муниципалитета выращивают кукурузу, бананы, юкку, рис и другие культуры.